# Liste des ponts sur l'Isère
Cette liste contient les ponts présents sur l'Isère et ses bras. Elle est donnée par  département français depuis l'amont du cours d'eau vers son aval et précise pour chaque pont le nom des communes qu'il relie en commençant par celle située sur la rive gauche du cours d'eau.
- voies routières
- voies autoroutières  ou
- voies ferrées
- passerelles piétonnes
- ponts mixtes (route + rail)  +

Certains relient une berge à une île et ne franchissent donc qu'un bras. D'autres sont en ruine et infranchissables.

Certains ponts, en France, sont inscrits ou classés aux monuments historiques, ou encore répertoriés dans l’inventaire général du patrimoine culturel du Ministère de la Culture. D'autres, en Suisse, sont inscrits comme biens culturels d'importance nationale et régionale :
- pont inscrit aux monuments historiques français
- pont classé aux monuments historiques français

## Liste
| Image         | Pont                                       | Rive gauche                    | Milieu | Rive droite                    | Longueur totale | Localisation                | Type du pont                          | Route/ ligne ferroviaire                              | Année                                 | Monument historique | Commentaire           |
| Savoie        | Savoie                                     | Savoie                         | Savoie | Savoie                         | Savoie          | Savoie                      | Savoie                                | Savoie                                                | Savoie                                | Savoie              | Savoie                |
| ------------- | ------------------------------------------ | ------------------------------ | ------ | ------------------------------ | --------------- | --------------------------- | ------------------------------------- | ----------------------------------------------------- | ------------------------------------- | ------------------- | --------------------- |
|               | Pont Saint-Charles                         | Val d'Isère                    |        | Val d'Isère                    |                 | 45° 27′ 16″ N, 7° 02′ 12″ E |                                       | D 902                                                 |                                       |                     |                       |
|               | Pont de la piste de Cognon                 | Val d'Isère                    |        | Val d'Isère                    |                 | 45° 27′ 00″ N, 7° 00′ 48″ E |                                       |                                                       |                                       |                     |                       |
|               | Pont du Chemin du Vieux Pont               | Val d'Isère                    |        | Val d'Isère                    |                 | 45° 26′ 59″ N, 7° 00′ 39″ E |                                       |                                                       |                                       |                     |                       |
|               | Pont de la Rue du Fournet                  | Val d'Isère                    |        | Val d'Isère                    |                 | 45° 26′ 57″ N, 7° 00′ 36″ E |                                       |                                                       |                                       |                     |                       |
|               | Pont de la Route de la Laisinant           | Val d'Isère                    |        | Val d'Isère                    |                 | 45° 26′ 49″ N, 6° 59′ 37″ E |                                       |                                                       |                                       |                     |                       |
|               | Pont routier de la D902                    | Val d'Isère                    |        | Val d'Isère                    |                 | 45° 26′ 50″ N, 6° 59′ 29″ E |                                       | D 902                                                 |                                       |                     |                       |
|               | Pont de la Rue des Barmettes               | Val d'Isère                    |        | Val d'Isère                    |                 | 45° 26′ 50″ N, 6° 59′ 17″ E |                                       |                                                       |                                       |                     |                       |
|               | Pont de la Rue du Picheru                  | Val d'Isère                    |        | Val d'Isère                    |                 | 45° 27′ 03″ N, 6° 58′ 32″ E |                                       |                                                       |                                       |                     |                       |
|               | Pont de la Route de la Balme               | Val d'Isère                    |        | Val d'Isère                    |                 | 45° 27′ 13″ N, 6° 58′ 16″ E |                                       |                                                       |                                       |                     |                       |
|               | Barrage EDF de Tignes                      | Tignes                         |        | Tignes                         | 296 m           | 45° 29′ 41″ N, 6° 55′ 56″ E | Barrage en béton                      | D 87B                                                 | 1952                                  |                     |                       |
|               | Pont de la Route des Ruines                | Tignes                         |        | Tignes                         |                 | 45° 30′ 25″ N, 6° 55′ 14″ E |                                       | D 87B                                                 |                                       |                     |                       |
|               | Pont de la Route de la Savinaz             | Villaroger                     |        | Sainte-Foy-Tarentaise          |                 | 45° 32′ 16″ N, 6° 54′ 36″ E |                                       |                                                       |                                       |                     |                       |
|               | Pont du chemin des Plans                   | Sainte-Foy-Tarentaise          |        | Sainte-Foy-Tarentaise          |                 | 45° 34′ 13″ N, 6° 53′ 08″ E |                                       |                                                       |                                       |                     |                       |
|               | Pont routier de la D84B                    | Villaroger                     |        | Sainte-Foy-Tarentaise          |                 | 45° 35′ 01″ N, 6° 52′ 53″ E |                                       | D 84B                                                 |                                       |                     |                       |
|               | Pont de la rue de la Centrale              | Villaroger                     |        | Sainte-Foy-Tarentaise          |                 | 45° 36′ 07″ N, 6° 51′ 43″ E |                                       |                                                       |                                       |                     |                       |
|               | Pont routier de la petite Viclaire         | Villaroger                     |        | Sainte-Foy-Tarentaise          |                 | 45° 36′ 22″ N, 6° 51′ 03″ E |                                       |                                                       |                                       |                     |                       |
|               | Pont routier de la D84B                    | Séez                           |        | Séez                           |                 | 45° 36′ 47″ N, 6° 49′ 22″ E |                                       | D 84B                                                 |                                       |                     |                       |
|               | Pont routier de la D119                    | Séez                           |        | Séez                           |                 | 45° 37′ 07″ N, 6° 47′ 20″ E |                                       | D 119                                                 |                                       |                     |                       |
|               | Pont du funiculaire des Arcs               | Bourg-Saint-Maurice            |        | Bourg-Saint-Maurice            |                 | 45° 36′ 43″ N, 6° 46′ 29″ E | Pont en béton précontraint            | Funiculaire Les Arcs' Express                         | 1989                                  |                     |                       |
|               | Pont routier de la D84C                    | Bourg-Saint-Maurice            |        | Bourg-Saint-Maurice            |                 | 45° 36′ 42″ N, 6° 46′ 27″ E |                                       | D 84C                                                 |                                       |                     |                       |
|               | Viaduc du Raves                            | Bourg-Saint-Maurice            |        | Bourg-Saint-Maurice            | 141 m           | 45° 36′ 13″ N, 6° 46′ 02″ E | Pont en arc                           | Ligne de Saint-Pierre-d'Albigny à Bourg-Saint-Maurice |                                       |                     |                       |
|               | Pont routier de la D220                    | Bourg-Saint-Maurice            |        | Bourg-Saint-Maurice            |                 | 45° 36′ 10″ N, 6° 45′ 59″ E |                                       | D 220                                                 |                                       |                     |                       |
|               | Pont routier de la D87                     | Landry                         |        | La Plagne-Tarentaise           |                 | 45° 34′ 36″ N, 6° 44′ 01″ E |                                       | D 87                                                  |                                       |                     |                       |
|               | Pont routier de la D86B                    | La Plagne-Tarentaise           |        | La Plagne-Tarentaise           |                 | 45° 34′ 01″ N, 6° 42′ 54″ E |                                       | D 86B                                                 |                                       |                     |                       |
|               | Pont piéton                                | La Plagne-Tarentaise           |        | La Plagne-Tarentaise           |                 | 45° 33′ 50″ N, 6° 41′ 42″ E |                                       |                                                       |                                       |                     |                       |
|               | Pont piéton                                | La Plagne-Tarentaise           |        | Saint-Marcel                   |                 | 45° 33′ 26″ N, 6° 39′ 50″ E |                                       |                                                       |                                       |                     |                       |
|               | Pont routier de la D220                    | La Plagne-Tarentaise           |        | Saint-Marcel                   |                 | 45° 33′ 23″ N, 6° 39′ 37″ E |                                       | D 220                                                 |                                       |                     |                       |
|               | Viaduc d'Aime                              | Aime-la-Plagne                 |        | Aime-la-Plagne                 | 145 m           | 45° 33′ 17″ N, 6° 39′ 20″ E | Pont en arc                           | Ligne de Saint-Pierre-d'Albigny à Bourg-Saint-Maurice |                                       |                     |                       |
|               | Pont routier de la N90                     | Aime-la-Plagne                 |        | Aime-la-Plagne                 |                 | 45° 32′ 09″ N, 6° 36′ 10″ E |                                       | N 90                                                  |                                       |                     |                       |
|               | Pont d'Aime-la-Plagne                      | Aime-la-Plagne                 |        | Aime-la-Plagne                 |                 | 45° 31′ 56″ N, 6° 35′ 57″ E |                                       |                                                       |                                       |                     |                       |
|               | Pont routier de la N90                     | Aime-la-Plagne                 |        | Aime-la-Plagne                 |                 | 45° 31′ 44″ N, 6° 35′ 17″ E |                                       | N 90                                                  |                                       |                     |                       |
|               | Viaduc du Siaix                            | Aime-la-Plagne                 |        | Aime-la-Plagne                 |                 | 45° 31′ 30″ N, 6° 34′ 58″ E |                                       | Ligne de Saint-Pierre-d'Albigny à Bourg-Saint-Maurice |                                       |                     |                       |
|               | Viaduc des Plaines                         | Saint-Marcel                   |        | Saint-Marcel                   |                 | 45° 30′ 39″ N, 6° 34′ 16″ E | Pont en arc                           | Ligne de Saint-Pierre-d'Albigny à Bourg-Saint-Maurice |                                       |                     |                       |
|               | Pont de Notre-Dame-du-Pré                  | Saint-Marcel/Notre-Dame-du-Pré |        | Saint-Marcel/Notre-Dame-du-Pré |                 | 45° 30′ 21″ N, 6° 34′ 02″ E |                                       | D 88                                                  |                                       |                     |                       |
|               | Pont de la Rue de la Contamine             | Saint-Marcel                   |        | Saint-Marcel                   |                 | 45° 29′ 41″ N, 6° 33′ 36″ E |                                       |                                                       |                                       |                     |                       |
|               | Pont routier de la N90                     | Saint-Marcel                   |        | Moûtiers                       |                 | 45° 29′ 30″ N, 6° 33′ 02″ E |                                       | N 90                                                  |                                       |                     |                       |
|               | Pont routier de la N90                     | Moûtiers                       |        | Moûtiers                       |                 | 45° 29′ 05″ N, 6° 32′ 33″ E |                                       | N 90                                                  |                                       |                     |                       |
|               | Pont de la Centrale                        | Moûtiers                       |        | Moûtiers                       |                 | 45° 28′ 57″ N, 6° 32′ 08″ E |                                       |                                                       |                                       |                     |                       |
|               | Pont routier de la N90                     | Moûtiers                       |        | Moûtiers                       |                 | 45° 28′ 57″ N, 6° 32′ 03″ E |                                       | N 90                                                  |                                       |                     |                       |
|               | Vieux-Pont                                 | Moûtiers                       |        | Moûtiers                       |                 | 45° 28′ 59″ N, 6° 31′ 57″ E | Pont en arc                           |                                                       | 1785                                  |                     |                       |
|               | Passerelle de l'Isère                      | Moûtiers                       |        | Moûtiers                       |                 | 45° 29′ 01″ N, 6° 31′ 53″ E | Pont en bois                          |                                                       |                                       |                     |                       |
|               | Pont de la Libération                      | Moûtiers                       |        | Moûtiers                       |                 | 45° 29′ 03″ N, 6° 31′ 50″ E | Pont en arc                           |                                                       | 2018                                  |                     |                       |
|               | Passerelle Jean culet                      | Moûtiers                       |        | Moûtiers                       |                 | 45° 29′ 06″ N, 6° 31′ 44″ E | Pont en acier                         |                                                       |                                       |                     |                       |
|               | Pont de la rue des Érables                 | Moûtiers                       |        | Moûtiers                       |                 | 45° 29′ 16″ N, 6° 31′ 30″ E |                                       |                                                       |                                       |                     |                       |
|               | Pont routier de la N90                     | Salins-Fontaine                |        | Grand-Aigueblanche             |                 | 45° 29′ 16″ N, 6° 31′ 13″ E |                                       | N 90                                                  |                                       |                     |                       |
|               | Pont de Grand-Aigueblanche                 | Grand-Aigueblanche             |        | Grand-Aigueblanche             |                 | 45° 30′ 08″ N, 6° 30′ 24″ E |                                       | D 94                                                  |                                       |                     |                       |
|               | Pont de la Léchère les Bains               | Grand-Aigueblanche             |        | Grand-Aigueblanche             |                 | 45° 30′ 51″ N, 6° 29′ 09″ E |                                       | D 97                                                  |                                       |                     |                       |
|               | Pont de Petit Cœur sur l'Isère             | La Léchère                     |        | La Léchère                     |                 | 45° 31′ 12″ N, 6° 28′ 59″ E |                                       | D 97                                                  |                                       |                     |                       |
|               | Pont de la Léchère sur l'Isère             | La Léchère                     |        | La Léchère                     |                 | 45° 31′ 55″ N, 6° 28′ 27″ E |                                       | D 97C                                                 |                                       |                     |                       |
|               | Pont routier sur l'Isère                   | Notre-Dame-de-Briançon         |        | Notre-Dame-de-Briançon         |                 | 45° 32′ 19″ N, 6° 28′ 00″ E |                                       | D 213                                                 |                                       |                     |                       |
|               | Pont de Feissonet sur l'Isère              | Feissons-sur-Isère             |        | Feissons-sur-Isère             |                 | 45° 33′ 17″ N, 6° 28′ 03″ E |                                       | D 990                                                 |                                       |                     |                       |
|               | Pont ferroviaire sur l'Isère               | Feissons-sur-Isère             |        | Feissons-sur-Isère             |                 | 45° 33′ 45″ N, 6° 28′ 03″ E |                                       | Ligne de Saint-Pierre-d'Albigny à Bourg-Saint-Maurice |                                       |                     |                       |
|               | Pont ferroviaire sur l'Isère               | Rognaix                        |        | Cevins                         |                 | 45° 34′ 57″ N, 6° 27′ 14″ E |                                       | Ligne de Saint-Pierre-d'Albigny à Bourg-Saint-Maurice |                                       |                     |                       |
|               | Pont routier sur l'Isère                   | Saint-Paul-sur-Isère           |        | Cevins                         |                 | 45° 35′ 40″ N, 6° 26′ 47″ E |                                       | D 66A                                                 |                                       |                     |                       |
|               | Pont de la Bathie                          | Esserts-Blay                   |        | Esserts-Blay                   |                 | 45° 37′ 38″ N, 6° 26′ 07″ E |                                       | D 66                                                  |                                       |                     |                       |
|               | Pont de Tours-en-Savoie                    | Tours-en-Savoie                |        | Tours-en-Savoie                |                 | 45° 39′ 04″ N, 6° 26′ 05″ E |                                       | D 122                                                 |                                       |                     |                       |
|               | Pont de Grignon                            | Grignon                        |        | Albertville                    |                 | 45° 39′ 30″ N, 6° 23′ 09″ E | Pont en arc                           | D 925                                                 |                                       |                     | Pont du XIXe          |
|               | Pont de la Rachy                           | Gilly-sur-Isère                |        | Gilly-sur-Isère                | 154 m           | 45° 39′ 09″ N, 6° 21′ 25″ E | Pont à haubans                        | D 64                                                  | 1990                                  |                     |                       |
|               | Pont autoroutier sur l'Isère - A430        | Tournon                        |        | Tournon                        |                 | 45° 38′ 38″ N, 6° 20′ 03″ E |                                       | A430                                                  |                                       |                     |                       |
|               | Pont de Frontenex                          | Frontenex                      |        | Frontenex                      |                 | 45° 37′ 33″ N, 6° 19′ 15″ E |                                       | D 69                                                  |                                       |                     |                       |
|               | Pont de Grésy                              | Grésy-sur-Isère                |        | Aiton                          |                 | 45° 35′ 03″ N, 6° 16′ 12″ E |                                       | D 222                                                 |                                       |                     |                       |
|               | Pont Royal                                 | Chamousset                     |        | Chamousset                     | 135 m           | 45° 33′ 44″ N, 6° 11′ 55″ E |                                       | D 1006                                                | 1853                                  |                     |                       |
|               | Pont ferroviaire de Chamousset             | Chamousset                     |        | Chamousset                     | 165 m           | 45° 33′ 41″ N, 6° 11′ 48″ E | Pont en treillis                      | Ligne de Culoz à Modane                               | 1876                                  |                     |                       |
|               | Pont de Saint-Pierre-d'Albigny sur l'Isère | Chateauneuf                    |        | Saint-Pierre-d'Albigny         |                 | 45° 33′ 04″ N, 6° 09′ 38″ E |                                       | D 202                                                 |                                       |                     |                       |
|               | Pont de Coise-Saint-Jean-Pied-Gauthier     | Coise-Saint-Jean-Pied-Gauthier |        | Coise-Saint-Jean-Pied-Gauthier |                 | 45° 31′ 46″ N, 6° 07′ 06″ E |                                       | D 33                                                  |                                       |                     |                       |
|               | Pont Victor-Emmanuel                       | Cruet                          |        | Cruet                          | plus de 160 m   | 45° 31′ 17″ N, 6° 06′ 19″ E |                                       | chemin de fer Victor-Emmanuel.                        | 1856                                  |                     |                       |
|               | Pont Morens                                | La Chavanne                    |        | Montmélian                     |                 | 45° 29′ 54″ N, 6° 03′ 37″ E |                                       |                                                       | 1685                                  |                     |                       |
|               | Pont de la Chavanne sur l'Isère            | La Chavanne                    |        | Montmélian                     |                 | 45° 29′ 45″ N, 6° 03′ 21″ E |                                       | D 923                                                 |                                       |                     |                       |
|               | Pont ferroviaire                           | Sainte-Hélène-du-Lac           |        | Porte-de-Savoie                |                 | 45° 29′ 13″ N, 6° 02′ 28″ E |                                       | Ligne de Grenoble à Montmélian                        |                                       |                     |                       |
|               | Pont de Francin                            | Porte-de-Savoie                |        | Porte-de-Savoie                |                 | 45° 28′ 55″ N, 6° 01′ 56″ E | Pont en béton précontraint            | A43                                                   |                                       |                     |                       |
| Isère         |                                            |                                |        |                                |                 |                             |                                       |                                                       |                                       |                     |                       |
|               | Pont de Pontcharra                         | Pontcharra                     |        | Barraux                        |                 | 45° 26′ 07″ N, 6° 00′ 16″ E |                                       | D 523A                                                |                                       |                     |                       |
|               | Pont du Cheylas sur l'Isère                | Le Cheylas                     |        | La Buissière                   |                 | 45° 23′ 43″ N, 5° 59′ 31″ E |                                       | D 166                                                 |                                       |                     |                       |
|               | Pont de Goncelin sur l'Isère               | Goncelin                       |        | Goncelin                       |                 | 45° 20′ 48″ N, 5° 58′ 12″ E |                                       | D 29                                                  |                                       |                     |                       |
|               | Pont de la Terrasse sur l'Isère            | Tencin                         |        | La Terrasse                    |                 | 45° 18′ 57″ N, 5° 56′ 43″ E |                                       | D 30                                                  |                                       |                     |                       |
|               | Pont routier de la D10                     | Villard-Bonnot                 |        | Crolles                        |                 | 45° 15′ 55″ N, 5° 53′ 58″ E |                                       | D 10                                                  |                                       |                     |                       |
|               | Pont du Versoud sur l'Isère                | Le Versoud                     |        | Saint-Ismier                   |                 | 45° 13′ 49″ N, 5° 51′ 16″ E |                                       | D 165                                                 |                                       |                     |                       |
|               | Pont de Montbonnot-Saint-Martin            | Domène                         |        | Montbonnot-Saint-Martin        |                 | 45° 12′ 43″ N, 5° 49′ 48″ E |                                       | D 11                                                  |                                       |                     |                       |
|               | Pont sur l'Isère - N87                     | Gières                         |        | Meylan                         |                 | 45° 11′ 30″ N, 5° 46′ 55″ E |                                       | N 87                                                  |                                       |                     |                       |
|               | Passerelle de Meylan                       | Gières                         |        | Meylan                         |                 | 45° 11′ 55″ N, 5° 46′ 11″ E | Pont suspendu                         |                                                       | 1980                                  |                     |                       |
|               | Pont-tramway                               | Saint-Martin-d'Hères           |        | La Tronche                     |                 | 45° 11′ 47″ N, 5° 45′ 15″ E | Pont en béton précontraint            | B D                                                   |                                       |                     |                       |
|               | Pont de la Porte de Savoie                 | Grenoble                       |        | La Tronche                     |                 | 45° 11′ 24″ N, 5° 44′ 35″ E | Pont en béton précontraint            | D 1090                                                |                                       |                     |                       |
|               | Pont du Sablon                             | Grenoble                       |        | La Tronche                     |                 | 45° 11′ 30″ N, 5° 44′ 31″ E | Pont bow-string                       |                                                       |                                       |                     |                       |
|               | Pont de l'Île Verte                        | Grenoble                       |        | La Tronche                     |                 | 45° 12′ 02″ N, 5° 44′ 28″ E |                                       | D 590B D                                              |                                       |                     |                       |
|               | Pont de Chartreuse                         | Grenoble                       |        | Grenoble                       | 93m             | 45° 11′ 51″ N, 5° 43′ 59″ E | Pont à poutres                        | D 15                                                  | 2010                                  |                     |                       |
|               | Pont de la Citadelle                       | Grenoble                       |        | Grenoble                       |                 | 45° 11′ 42″ N, 5° 43′ 49″ E | Pont en arc                           | D 590                                                 |                                       |                     | Pont du Second Empire |
|               | Pont Saint-Laurent                         | Grenoble                       |        | Grenoble                       |                 | 45° 11′ 40″ N, 5° 43′ 45″ E | Pont suspendu                         |                                                       |                                       |                     |                       |
|               | Pont Marius-Gontard                        | Grenoble                       |        | Grenoble                       |                 | 45° 11′ 35″ N, 5° 43′ 26″ E | Pont en arc                           |                                                       | 1839                                  |                     |                       |
|               | Pont de la porte de France sur l'Isère     | Grenoble                       |        | Grenoble                       | 109m            | 45° 11′ 34″ N, 5° 43′ 12″ E | Pont à poutres en béton précointraint | D 1075                                                | 1958                                  |                     |                       |
|               | Passerelle Pique-Pierre                    | Grenoble                       |        | Saint-Martin-le-Vinoux         |                 | 45° 12′ 20″ N, 5° 42′ 28″ E |                                       |                                                       |                                       |                     |                       |
|               | Pont ferroviaire d'Oxford                  | Grenoble                       |        | Saint-Martin-le-Vinoux         |                 | 45° 12′ 20″ N, 5° 42′ 28″ E | Pont en acier                         | Ligne de Lyon-Perrache à Marseille-Saint-Charles      |                                       |                     |                       |
|               | Pont routier d'Oxford                      | Grenoble                       |        | Saint-Martin-le-Vinoux         |                 | 45° 12′ 27″ N, 5° 42′ 07″ E | Pont à haubans en béton précointraint | D 531C                                                | 1991                                  |                     |                       |
|               | Pont autoroutier de l'A480                 | Grenoble                       |        | Saint-Martin-le-Vinoux         |                 | 45° 12′ 42″ N, 5° 41′ 06″ E |                                       | A480                                                  |                                       |                     |                       |
|               | Pont de Saint-Egrève sur l'Isère           | Noyarey                        |        | Saint-Egrève                   | 141m            | 45° 14′ 10″ N, 5° 39′ 29″ E |                                       | D 105F                                                | 1991                                  |                     |                       |
|               | Pont de Veurey-Voroize sur l'Isère         | Veurey-Voroize                 |        | Voreppe                        |                 | 45° 16′ 16″ N, 5° 37′ 18″ E | Pont à poutres                        | D 3                                                   | 1932                                  |                     |                       |
|               | Pont de Saint-Quentin-sur-Isère            | Saint-Quentin-sur-Isère        |        | Tullins                        | 190 m           | 45° 17′ 09″ N, 5° 31′ 40″ E | Pont à poutres                        | D 45                                                  | 2017                                  |                     |                       |
|               | Pont de Saint-Gervais                      | Saint-Gervais                  |        | L'Albenc                       | 157 m           | 45° 12′ 29″ N, 5° 28′ 01″ E | Pont bow-string                       | D 35                                                  | 1953 (construction) 2020 (rénovation) |                     |                       |
|               | Pont sur l'Isère                           | Cognin-les-Gorges              |        | Vinay                          | 232 m           | 45° 11′ 43″ N, 5° 25′ 28″ E | Pont en béton armé                    | D 22                                                  | 1985                                  |                     |                       |
|               | Pont d'Izeron sur l'Isère                  | Izeron                         |        | Saint-Sauveur                  | 257 m           | 45° 09′ 17″ N, 5° 21′ 50″ E |                                       | D 32                                                  | 2015                                  |                     |                       |
|               | Pont de Beauvoir                           | Saint-Romans                   |        | Saint-Sauveur                  |                 | 45° 07′ 30″ N, 5° 19′ 49″ E |                                       | D 518                                                 |                                       |                     |                       |
|               | Pont de la Sône sur l'Isère                | Saint-Romans                   |        | La Sône                        |                 | 45° 06′ 40″ N, 5° 16′ 48″ E |                                       | D 71                                                  |                                       |                     |                       |
| Drôme / Isère |                                            |                                |        |                                |                 |                             |                                       |                                                       |                                       |                     |                       |
|               | Pont de Saint-Hilaire-du-Rosier            | Saint-Nazaire-en-Royans        |        | Saint-Hilaire-du-Rosier        | 250m            | 45° 04′ 02″ N, 5° 14′ 35″ E | Pont en béton armé                    | D 76                                                  | 1948                                  |                     |                       |
|               | Viaduc de l'Isère                          | La Baume-d'Hostun              |        | Saint-Lattier                  | 300m            | 45° 04′ 56″ N, 5° 12′ 53″ E | Pont à haubans                        | A49                                                   | 1991                                  |                     |                       |
|               | Pont des Tuilières                         | Eymeux                         |        | Saint-Lattier                  | 110m            | 45° 05′ 05″ N, 5° 11′ 00″ E | Pont suspendu                         | D 325                                                 |                                       |                     |                       |
| Drôme         |                                            |                                |        |                                |                 |                             |                                       |                                                       |                                       |                     |                       |
|               | Passerelle du port d'Ouvey                 | Eymeux                         |        | Saint-Paul-lès-Romans          | 150m            | 45° 03′ 23″ N, 5° 09′ 44″ E |                                       |                                                       | 2013                                  |                     |                       |
|               | Pont Des Allobroges                        | Chatuzange-le-Goubet           |        | Romans-sur-Isère               | 290m            | 45° 02′ 25″ N, 5° 05′ 01″ E | Pont à poutres                        | D 92N                                                 | 1993                                  |                     |                       |
|               | Pont Maréchal de Lattre de Tassigny        | Bourg-de-Péage                 |        | Romans-sur-Isère               | 130m            | 45° 02′ 28″ N, 5° 03′ 23″ E | Pont en maçonnerie                    |                                                       | 1908                                  |                     |                       |
|               | Pont Vieux                                 | Bourg-de-Péage                 |        | Romans-sur-Isère               | 120m            | 45° 02′ 30″ N, 5° 02′ 55″ E | Pont en maçonnerie                    |                                                       | 1855                                  |                     |                       |
|               | Passerelle De Bourg-de-péage               | Bourg-de-Péage                 |        | Romans-sur-Isère               | 150m            | 45° 01′ 58″ N, 5° 02′ 40″ E | Pont en treillis                      |                                                       | 2011                                  |                     |                       |
|               | Viaduc de Vernaison                        | Châteauneuf-sur-Isère          |        | Romans-sur-Isère               | 297m            | 45° 01′ 42″ N, 5° 01′ 36″ E | Pont en treillis                      | Ligne de Valence à Moirans                            |                                       |                     |                       |
|               | Passerelle piéton                          | Châteauneuf-sur-Isère          |        | Granges-les-Beaumont           | 150m            | 45° 02′ 13″ N, 4° 58′ 57″ E |                                       |                                                       |                                       |                     |                       |
|               | Pont ferroviaire                           | Châteauneuf-sur-Isère          |        | Granges-les-Beaumont           | 230m            | 45° 02′ 30″ N, 4° 57′ 41″ E |                                       | LGV Rhône-Alpes                                       | 1994                                  |                     |                       |
|               | Pont routier de la D67                     | Châteauneuf-sur-Isère          |        | Beaumont-Monteux               |                 | 45° 01′ 04″ N, 4° 56′ 15″ E |                                       | D 67                                                  |                                       |                     |                       |
|               | Viaduc autoroutier de l'A7 sur l'Isère     | Châteauneuf-sur-Isère          |        | Pont-de-l'Isère                | 200m            | 44° 59′ 55″ N, 4° 52′ 36″ E | Pont à poutres                        | A7                                                    |                                       |                     |                       |
|               | Pont de l'Isère                            | Châteauneuf-sur-Isère          |        | Pont-de-l'Isère                | 300m            | 44° 59′ 54″ N, 4° 52′ 28″ E | Pont en béton précontraint            | N 7                                                   | 1978                                  |                     |                       |
|               | Ancien pont routier sur l'Isère            | Châteauneuf-sur-Isère          |        | Pont-de-l'Isère                | 160 m           | 44° 59′ 46″ N, 4° 52′ 18″ E | Pont en arc de maçonnerie             |                                                       | 1827                                  |                     | Pont abandonnée       |
|               | Pont ferroviaire de Pont-de-l'Isère        | Châteauneuf-sur-Isère          |        | Pont-de-l'Isère                | 160 m           | 44° 59′ 41″ N, 4° 52′ 13″ E | Pont en acier                         | Ligne de Paris-Lyon à Marseille-Saint-Charles         |                                       |                     |                       |
|               | Passerelle Pont D'Isère                    | Châteauneuf-sur-Isère          |        | Pont-de-l'Isère                | 160 m           | 44° 59′ 41″ N, 4° 52′ 12″ E | Pont à poutres                        | ViaRhôna                                              |                                       |                     |                       |
|               | Barrage-pont routier de la Roche-de-Glun   | La Roche-de-Glun               |        | La Roche-de-Glun               | 80m             | 44° 59′ 01″ N, 4° 51′ 26″ E | Barrage en béton                      | D 268                                                 | 1965                                  |                     |                       |

### Articles Connexes
- Isère (rivière)